# Гедик Ахмед-паша
Гедик Ахмед-паша (тур. Gedik Ahmed Pasha, помер 18 листопада 1482) — османський державний діяч і адмірал, який під час правління султанів Мехмеда II і Баязида II посідав посади великого візира (1474—1477 рр) і капудан-паші (1478—1480 рр) Османської імперії.

## Походження
До останнього часу було відомо дуже мало даних щодо походження Гедик Ахмед-паші. В якості його місця народження розглядались Сербія та Албанія і Мукрімін Халіл Йінанч навіть стверджував, що він походить від візантійської грецької династії Палеологів, ґрунтуючись на неназваних західних джерелах. Пізніше дослідження Олександра Стояновського в османських архівах Враня (південно-східна Сербія) встановило, що Гедик Ахмед-паша походив з місцевих сербських феодальних родин і народився в селі Пуношевце. Ангіолелло, який тривалий час служив при османському дворі, також стверджував. що Ахмет-паша походив з Сербії.

## Кар'єра
За словами Ангіолелло, Ахмет-паша як девширме потрапив до Ендеруна, де здобув освіту. Після Ендеруна Ахмет спочатку служив у палаці ічогланом, потім протягом короткого періоду обіймав посаду бейлербея (намісника) Румелії і Токата, а потім був призначений бейлербеєм Анатолії в 1461. У 1470 отримав чин візира.

### Війна з Караманідами. Призначення Великим візиром (1474)
Гедик Ахмед-паша відзначився у війні Мехмеда II Фатіха з Караманідами. Після розпаду держави Сельджуків, протягом майже 200 років Караманіди були одним із найпотужніших тюркським князівством в Анатолії та на початку перевершували своєю силою османів. Караманіди наслідували більшу частину колишніх володінь сельджуцького Султанату Рум разом із містом Конья, колишньою столицею Сельджуків. У 1471 році Гедик Ахмед-паша завдав сильної поразки силам Караманідів. У 1474 він був посланий султаном з армією на завоювання центральних областей держави Караманідів, розташованих у горах Тавра. Османські війська, спрямовані суходолом і морем, відігнали венеційців від берегів і захопили фортеці Ерменак, Меннан і Силифке. Розбитий караманідський бей Пір Ахмет (1464—1474) втік з країни і загинув у горах. Перемога Гедике Ахмеда-паші над Караманідами виявилася вирішальною для визначення домінуючої сили в Малій Азії і значною подією для майбутнього Османської імперії.
Після перемоги над Караманідами, наприкінці 1474 султан призначив Гедик Ахмед-пашу великим візиром Османської імперії.

### Підкорення Криму
У 1475 Гедик Ахмед-паша був відправлений султаном на допомогу кримському хану Нур-Девлету в його боротьбі з власним молодшим братом Менґлі Гераєм та його союзниками генуезцями. Під час завоюванання Криму османське військо на чолі з Ахмед-пашою захопило генуезькі міста-колонії Кафу, Балаклаву, Солдайю, Каламіту і Тану. Також було захоплено і ліквідовано невелике християнське князівство Феодоро. Її столиця Мангуп була взята штурмом після п'ятимісячної облоги і зруйнована. Османський флот у північно-східній частині Чорного моря і захопив фортецю Куба на виході в Азовське море і Анапу на узбережжі на схід від Криму. Менґлі Герая було захоплено і доставлено в Стамбул, а Нур-Девлета було звільнено з генуезького полону в Солдайї і після того, як він визнав себе васалом и данником османського султана, відновлено на посаді кримського хана. Південна частина Криму стала новою османською провінцією, до якої увійшли Тана (Азов), Куба та Анапа.

### Капудан-паша (1478)
У 1477 Гедик Ахмед-паша був відправлений султаном у відставку і ув'язнений. Новим великим візиром був призначений Караманли Мехмед-паша (1477—1481). Якось під час походу султан Мехмед поскаржився на відсутність «візира, який знає свою справу досить добре, щоб допомогти нам подолати проблеми, з якими ми стикаємося». Гедик Ахмед-паша на той момент перебував у в'язниці. Герсеклі Ахмед-паша, один із фаворитів Мехмеда, сказав: «Якби тільки ваш слуга Гедик-паша був з нами, ми б не зіткнулися з цими проблемами». Це втручання призвело до звільнення колишнього великого візира і призначення його в 1478 році на посаду капудан-паші (верховного адмірала) флоту Османської імперії і санджак-бея Валони (Вльори). В 1478—1479 роках Гедик Ахмед-паша в якості санджак-бея Валони брав участь у поході Мехмеда Фатіха в Албанію, яка була остаточно завойована і включена до складу Османської імперії.
Після окупації Албанії і підписання з венеційцями Константинопольського миру, Мехмед Фатих оголосив війну Неаполітанському королівству і Мілану, оскільки після захоплення Константинополя, Мехмед Фатіх вважав себе спадкоємцем Римської імперії і серйозно розмірковував про завоювання Італії, щоб возз'єднати усі римські землі під власним правлінням. В серпні 1479 року, османський флот в складі 29 кораблів на чолі з Гедик Ахмет-пашею захопив останні франкські володіння в Греції — острови Санта-Маура (Лефкада), Кефалонія і Занта (Закінф), що входили до складу Пфальцграфства Кефалонії та Закінфу, яке очолювалось Леонардо III Токко і знаходилось у вассальних відносинах з Неаполітанським королівством.
В 1480 році, після невдалої облоги Родосу, що належав лицарям Госпітальєрам, Гедик Ахмед-паша був відправлений з військово-морськими силами в Апулію, на п'яту Апеннінського півострова. 11 серпня 1480 ріка Гедик Ахмет-паша захопив місто Отранто, що належало Неаполітанському королівству. Взяття Отранто дуже схвилювало всю Європу. Ватикан став готуватися до великого хрестового походу проти турків. Однак Гедик Ахмед-паша не став продовжувати просування вглиб Італії і зайнявся зміцненням Отранто, проте через брак продовольства та припасів йому довелося повернутися з більшістю своїх військ до Албанії того ж року, плануючи продовжити похід у 1481 році. Цьому завадила несподівана смерть Мехмеда II в травні 1481 року і подальша боротьба за трон серед його чинів Баязида і Джема.

## Страта
У палацовій боротьбі за трон Ахмед став на бік Баязида, який у підсумку переміг і став султаном. Однак Баязид II не повністю довіряв Ахмеду і підозрював його в симпатії к Джему, оскільки Ахмед був його лалою. На початку літа 1482 року Баязид заточив Гедик Ахмеда у в'язницю, не врахувавши його популярності серед яничар, які увірвались в палац і погрожували султану, вимагаючи звільнити свого керівника. Проте Баязиду врешті-решт вдалось домовитись із яничарами і 18 листопада 1482 року Гедик Ахмеда було страчено через повішання.